# Dead or Alive Xtreme 3
Dead or Alive Xtreme 3 es un videojuego de voleibol de playa desarrollado por Team Ninja y publicado por Koei Tecmo. Fue lanzado originalmente en 2016, bajo dos títulos para las dos plataformas diferentes, como Dead or Alive Xtreme 3: Fortune para PlayStation 4 y como Dead or Alive Xtreme 3: Venus para PlayStation Vita. El juego se distribuyó en territorios asiáticos, donde contiene una opción de idioma inglés, junto con opciones de idioma chino simplificado, chino tradicional y coreano. Una actualización para la versión de PlayStation 4 y un nuevo port para Nintendo Switch, titulada Dead or Alive Xtreme 3: Scarlet se lanzó en 2019.

## Jugabilidad
Dead or Alive Xtreme 3 es un juego de deportes que se juega desde una perspectiva en tercera persona y conserva el modo de cámara de las entregas anteriores en la serie de Dead or Alive Xtreme. Cuenta con múltiples modos de juego, que incluyen minijuegos como voleibol de playa y "batalla a tope". Los modos de juego incluyen bandera de playa, en la que los personajes competirán en una carrera para recuperar una bandera y escalada en roca. La función que muestra línea de bronceado y mal funcionamiento del traje de baño solo está disponible en la versión para PlayStation 4. Además, hay un nuevo sistema de bronceado. A medida que el jugador desbloquee nuevos disfraces para un personaje, los artículos también estarán disponibles para que los usen todos los personajes. También hay nuevos modos como Girl Mode, donde el jugador puede tomar el control directo de la chica que ha seleccionado, y Owner Mode, donde el jugador se convierte en propietario de otra isla. El jugador también puede iniciar varias actividades con las chicas, como las citas.
En septiembre de 2016 se lanzó una nueva variación conocida como Photo Paradise, que permite a los propietarios tomar fotografías gravure de las heroínas en una variedad de poses y trajes de baño. La versión para PlayStation Vita usa el panel táctil de la consola y las características del sensor giroscópico. Más tarde, la PS4 agregó una funcionalidad de realidad virtual.

## Desarrollo
El desarrollo de Dead or Alive Xtreme 3 fue revelado por primera vez por el director del Team Ninja, Yosuke Hayashi, durante el Dead or Alive Festival el 1 de agosto de 2015. Se dio a conocer oficialmente una semana después en Famitsu, y las primeras capturas de pantalla se publicaron el 21 de agosto. La versión del juego para PlayStation 4 presenta un motor de física de senos mejorado de Dead or Alive 5 Last Round, llamado Soft Engine 2.0, con la versión para PlayStation Vita usando Soft Engine Lite. Soft Engine 2.0 también permite a los desarrolladores implementar un mayor realismo en las interacciones de los objetos, como la humedad y la deformación de la ropa. La versión para PlayStation 4 es compatible con el sistema de auriculares PlayStation VR. La fecha de lanzamiento estaba originalmente programada para el 25 de febrero de 2016, sin embargo, luego se retrasó hasta marzo.
El 16 de mayo de 2016 se lanzó una versión free-to-play del juego. La versión contiene todas las funciones y actividades del juego para probar, pero el jugador solo puede jugar como Kasumi; todos los demás personajes deben comprarse adicionalmente. Originalmente, el parche de soporte de PlayStation VR debía incluirse el 13 de octubre de 2016, pero recientemente se retrasó por razones desconocidas. El soporte estuvo disponible el 24 de enero de 2017.
Durante el Tokyo Game Show 2016, se anunció el lanzamiento de una versión descargable para PC llamada Dead or Alive Xtreme Venus Vacation en 2017. Durante el festival Dead or Alive de 2018 celebrado en Japón en noviembre, Koei Tecmo anunció que se lanzará una nueva edición del juego, Dead or Alive Xtreme 3: Scarlet, para PlayStation 4 y el Nintendo Switch el 20 de marzo de 2019, al menos en Japón y Asia, y los pedidos anticipados para el juego se abrirán el 19 de noviembre de 2018.

## Lanzamiento
Dead or Alive Xtreme 3 se lanzó en los mercados asiáticos solo para las versiones de PlayStation, pero luego de las protestas de los fanáticos, Hayashi dijo que una versión del juego "ajustada para América del Norte" podría llegar a Occidente si la demanda es lo suficientemente alta. Sin embargo, el 24 de noviembre de 2015, Team Ninja publicó en la página de Facebook de la franquicia afirmando que no lanzarán el juego en los territorios occidentales. La versión asiática incluirá una opción de idioma inglés y no tiene regiones en ambos sistemas.
Tras el anuncio de no lanzar la versión de PlayStation del juego fuera de Asia, surgió un debate público sobre si esto se debía a evitar las críticas sobre la representación sexualizada de las mujeres en los juegos o las ventas comparativamente bajas en América del Norte y Europa del juego anterior en la serie Dead or Alive Xtreme. Shuhei Yoshida, presidente de SIE Worldwide Studios, dijo en un comunicado; "Se debe a las diferencias culturales. Occidente tiene su propio pensamiento sobre cómo representar a las mujeres en los medios de juegos, que es diferente de Japón". En respuesta a la decisión de no distribuir, el desarrollador detrás del juego de rompecabezas para adultos y simulador de citas HuniePop ofreció a Koei Tecmo un millón de dólares por los derechos de distribución en Norteamérica.

## Personajes
Las nueve personajes jugables del juego original fueron seleccionadas por una encuesta de popularidad cuyos votos consistieron en que personaje vendió más temas de PlayStation en la PlayStation Store de Japón. Los resultados fueron anunciados durante el Tokyo Game Show 2015. Originalmente, no se planeaba agregar personajes adicionales vía DLC, pero con el lanzamiento de la versión Scarlet se añadieron retroactivamente Misaki y Leifang como DLC para la versión Fortune. 
1. Marie Rose (17.6%)[32]
2. Honoka (14.9%)
3. Kasumi (12.0%)
4. Ayane (8.2%)
5. Kokoro (8.0%)
6. Nyotengu (7.6%)
7. Hitomi (5.9%)
8. Momiji (5.1%)
9. Helena Douglas (4.9%)
10. Leifang[b] (Incluida en Scarlet, DLC en Fortune)
11. Misaki (Incluida en Scarlet, DLC en Fortune)

## Recepción
En la primera semana de su lanzamiento, la versión Fortune vendió 44,723 copias, mientras que la versión Venus vendió 21,959 copias. En un informe financiero de abril de 2016, Koei Tecmo reveló que "Dead or Alive Xtreme 3" envió colectivamente 190,000 copias en un mes. LewdGamer señaló que las ventas son más altas que Atelier Sophie: The Alchemist of the Mysterious Book de Koei Tecmo (170K) y Romance of the Three Kingdoms 13 (180K), dos títulos en el mismo informe que estuvieron fuera durante meses más.
Play-Asia, un minorista de juegos de importación, informó que obtuvo su récord más alto de pedidos anticipados hasta el momento con el lanzamiento de Dead or Alive Xtreme 3. El poseedor del récord anterior fue el lanzamiento japonés de J-Stars Victory VS, un juego que inicialmente se consideró poco probable que se localizara debido a las limitaciones de derechos que involucran múltiples licencias de anime. Con el tiempo, Dead or Alive Xtreme 3 también rompió récords de ventas en Play-Asia.
Famitsu reseñó ambas versiones del juego 32/40 (8/8/8/8). Operation Rainfall le dio a Dead or Alive Xtreme 3 una puntuación de 3 estrellas sobre 5, y aunque elogiaron los gráficos y el motor visual, encontraron que Dead or Alive Xtreme 3 era más una demostración técnica que un juego terminado. También señalaron que el juego tiene "mucho valor de repetición".